# لیک کثرین (فلوریدا)
لیک کثرین (به انگلیسی: Lake Kathryn) یک منطقهٔ مسکونی در ایالات متحده آمریکا است که در شهرستان لیک، فلوریدا واقع شده‌است. لیک کثرین ۷٫۵ کیلومتر مربع مساحت و ۸۴۵ نفر جمعیت دارد و ۱۸ متر بالاتر از سطح دریا واقع شده‌است.